# أبراهيم أباد يزداني (قهاب رستاق)
أبراهیم أباد یزداني (بالفارسية: ابراهیم‌آباد یزدانی) هي مستوطنة تقع في إيران في قسم قهاب رستاق الريفي.